# ウォーレン・ジヴォン
ウォーレン・ジヴォン（Warren Zevon、1947年1月24日 - 2003年9月7日）は、アメリカ合衆国のシンガーソングライター、ミュージシャン。

## 来歴・人物
イリノイ州シカゴ出身。父親はロシア系ユダヤ人の移民で、正式な名字は「Zivotovsky」といった。ジヴォンも幼少時代から波乱の人生を歩んでおり、その人間形成がジヴォンの曲作りの原点になっている。
1960年代にデビュー。1969年にファースト・アルバム『おたずね者 (Wanted Dead or Alive)』を発表するも、その後音楽の世界からは遠ざかってしまう。1970年代の初めはエヴァリー・ブラザーズのツアーにキーボード・プレイヤーとして参加、バンドリーダーをつとめた。
ジャクソン・ブラウンの呼び掛けにより、1976年、ジヴォン自身のプロデュースの下、アサイラム・レコードから『さすらい (Warren Zevon)』で再デビューを果たした。
1978年、シングル「ロンドンのオオカミ男（Werewolves of London）」が全米21位を記録。
ジヴォンは、ジャクソン・ブラウンの他にもニール・ヤングやブルース・スプリングスティーンなど多くのアーティストに影響を与え、信頼されたアーティストでもあった。ボブ・ディランもジヴォンの作品をライブで取り上げるなど、いかにミュージシャン仲間から慕われていたかが理解できる。グレイトフル・デッドは、1978年には「ロンドンのオオカミ男」をコンサートで9回演奏した。ジヴォンはその後、1985年、1990年、1991年の3回にハロウィン（10月31日）のアンコール曲として演奏している。
ジヴォンは2003年9月7日、闘病の末に肺癌により死去した。56歳没。その年に発売されたアルバム『ザ・ウインド』がジヴォンの遺作となった。

## ディスコグラフィ

### スタジオ・アルバム
- 『おたずね者』 - Wanted Dead or Alive (1970年)
- 『さすらい』 - Warren Zevon (1976年)
- 『エキサイタブル・ボーイ』 - Excitable Boy (1978年)
- 『ダンシング・スクールの悲劇』 - Bad Luck Streak in Dancing School (1980年)
- 『ジ・アンヴォイ (外交使節)』 - The Envoy (1982年)
- 『センティメンタル・ハイジーン』 - Sentimental Hygiene (1987年)
- 『トランスヴァース・シティ』 - Transverse City (1989年)
- 『ヒンドゥー・ラヴ・ゴッズ』 - Hindu Love Gods (1990年) ※ヒンドゥー・ラヴ・ゴッズ名義 with R.E.M.のメンバー（マイケル・スタイプを除く）
- 『ミスター・バッド・エグザンプル』 - Mr. Bad Example (1991年)
- Mutineer (1995年)
- 『ライフル・キル・ヤ』 - Life'll Kill Ya (2000年)
- 『マイ・ライデス・ヒア』 - My Ride's Here (2002年)
- 『ザ・ウインド』 - The Wind (2003年)